# Święcany
Święcany ist ein Dorf der Gemeinde Skołyszyn im Powiat Jasielski der Woiwodschaft Karpatenvorland in Polen.

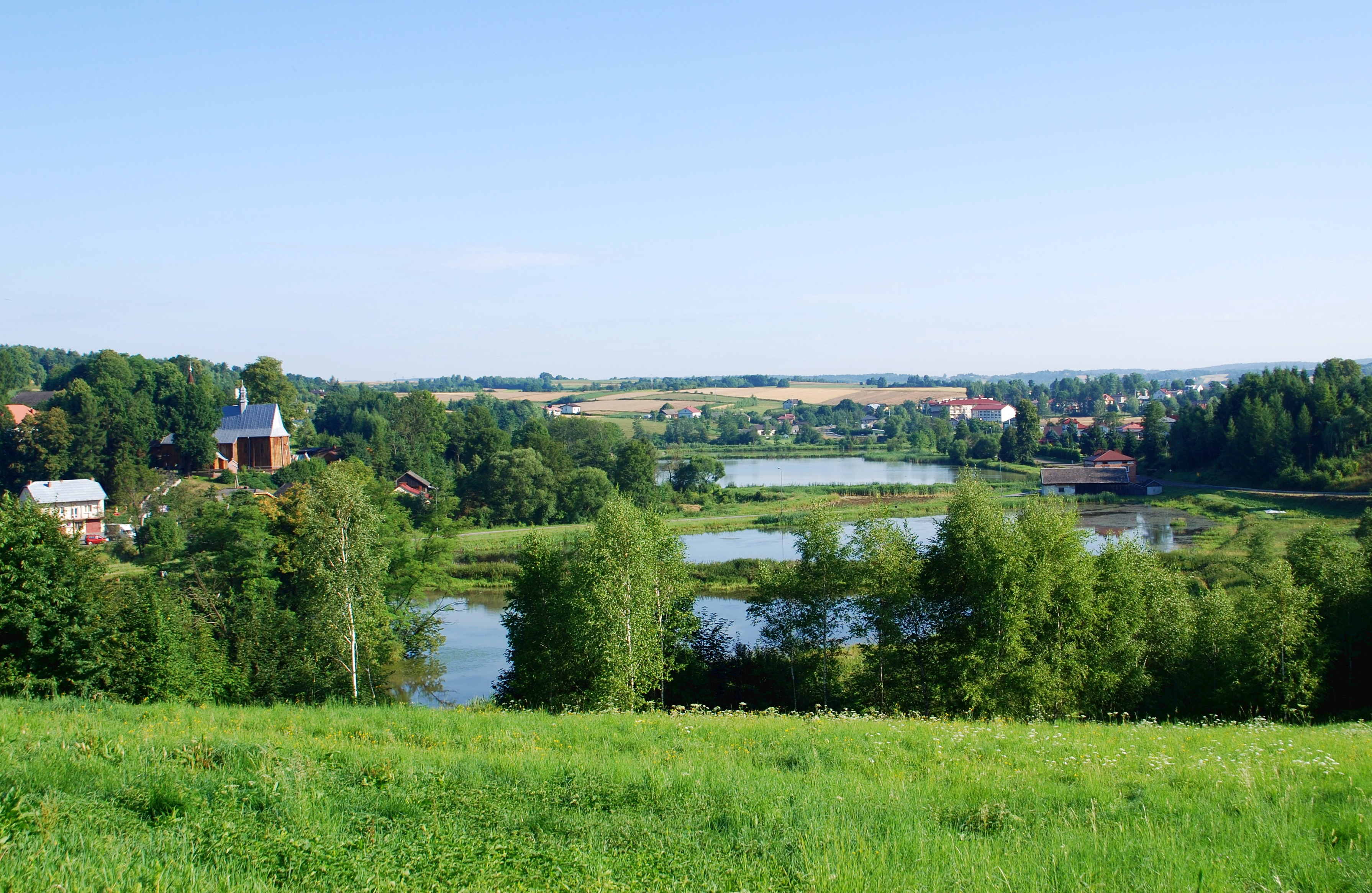
Ortsansicht

## Geographie
Der Ort liegt am Bach Olszynka im Pogórze Ciężkowickie. Die Nachbarorte sind die Stadt Biecz und Siepietnica im Süden, Szerzyny und Binarowa im Westen, Czermna im Norden sowie Jabłonica und Lisów im Osten.

## Geschichte
Der Ort wurde vor dem Jahr 1369, wahrscheinlich zwischen 1328 und 1348, gegründet. Nach Kazimierz Rymut ist der Name von Bewohnern eines Orts Święte oder Święcice abgeleitet, aber manchmal örtlich und nach Marcin Wojciech Solarz ist der ursprüngliche Name von der Heiligen Anna, im Polnischen Święta Anna, und durch [Ort] Świętej Anny zu Święcany vereinfacht.
Ab dem Jahr 1386 gehörte das Dorf (mit den benachbarten Ołpiny, Szerzyny und Olszyny) der adeligen Familie Melsztyński, mit dem Sitz in Melsztyn, administrativ zum Königreich Polen (ab 1569 Adelsrepublik Polen-Litauen), Woiwodschaft Krakau, Kreis Biecz. Um das Jahr 1600 hatte das Dorf über 200 Einwohner.
Bei der Ersten Teilung Polens kam Święcany 1772 zum neuen Königreich Galizien und Lodomerien des habsburgischen Kaiserreichs (ab 1804). Ab dem Jahr 1855 gehörte Święcany zum Bezirk Jasło.
1918, nach dem Ende des Ersten Weltkriegs und dem Zusammenbruch der k.u.k. Monarchie, kam Święcany zu Polen. Unterbrochen wurde dies nur durch die Besetzung Polens durch die Wehrmacht im Zweiten Weltkrieg.
Von 1975 bis 1998 gehörte Święcany zur Woiwodschaft Krosno.

## Sehenswürdigkeiten
- Soldatenfriedhof #30 vom Ersten Weltkrieg
- Holzkirche

## Persönlichkeiten
- Stanisław Zając (1949–2010), Politiker, Anwalt, Abgeordneter im polnischen Parlament, dem Sejm, Senator.